# City Service
City Service és la principal filial de la companyia lituana composta pel grup UAB ICOR. La companyia està activa en els estats bàltics i Rússia i té aproximadament 1.400 empleats (2008). Des de 2007, City Service és a la llista de NASDAQ OMX Vilnius. El 2011, la companyia va arribar a una facturació de 157 milions d'euros (542,4 milions de litas).
El consell està format per Andrius Janukonis (president), Gintautas Jaugielavičius, Darius Leščinskas y Žilvinas Lapinskas.